# Lee Soo-hyuck (Diplomat)

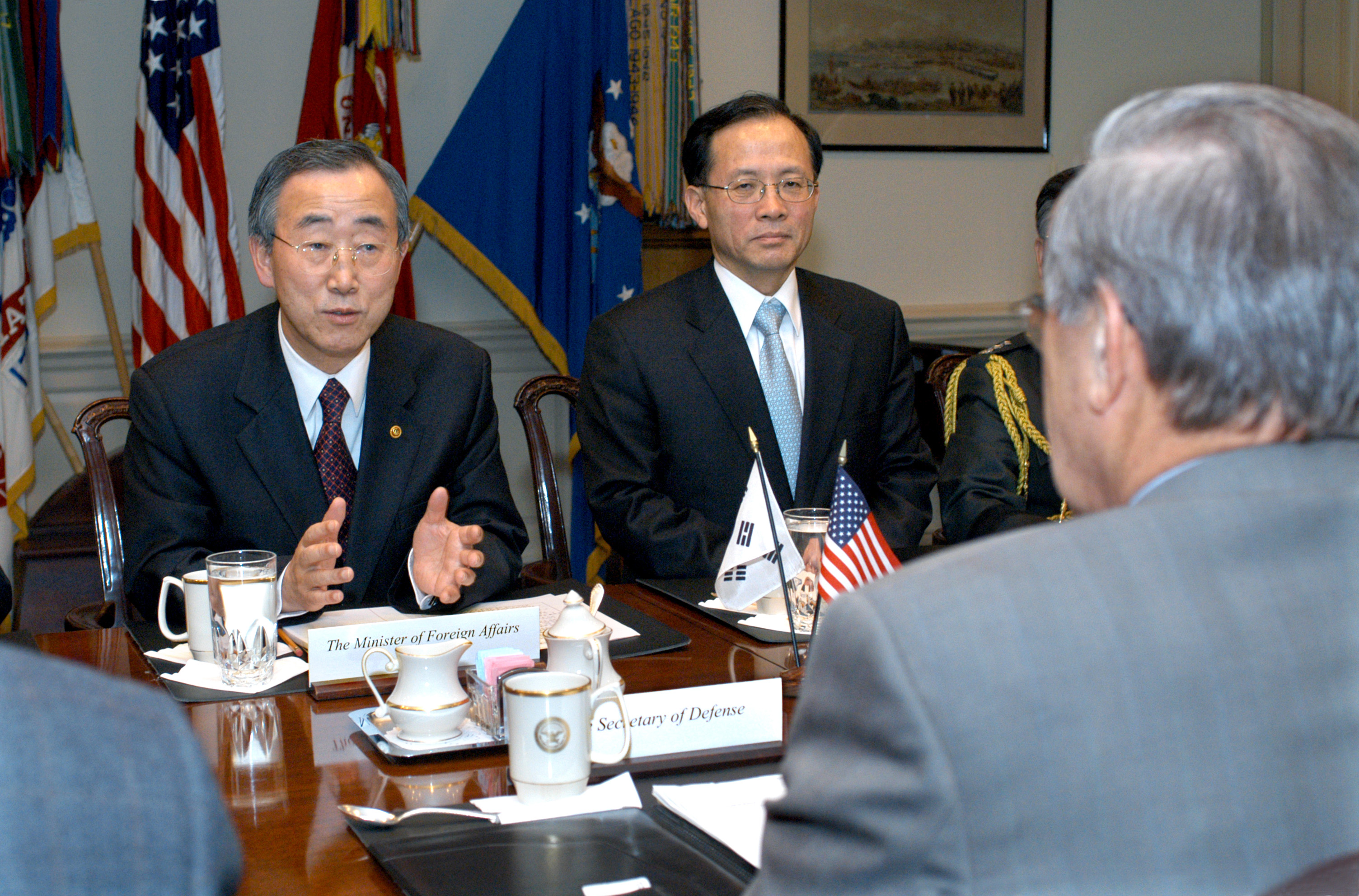
Lee Soo-hyuck (Mitte) im Jahr 2004, neben dem südkoreanischen Außenminister Ban Ki-moon (links) und dem US-Verteidigungsminister Donald Rumsfeld (rechts, Rücken) im Pentagon

Lee Soo-hyuck (koreanisch 이수혁) (* 4. Januar 1949) ist ein südkoreanischer Politiker (Deobureo-minju-Partei) und Diplomat.

## Leben
Er war stellvertretender Außenminister seines Landes und später stellvertretender Leiter des südkoreanischen Nachrichtendienstes. Zeitweise wirkte er als Berater des südkoreanischen Präsidenten für Internationale Beziehungen und Handel. Lee war als südkoreanischer Botschafter in Jugoslawien und später in Deutschland eingesetzt. Am 10. August 2019 wurde er Botschafter in den Vereinigten Staaten.
Er war an Gesprächen über Sicherheit und Frieden auf der Koreanischen Halbinsel und 1997 an den Vier-Parteien-Gesprächen im Zuge des Korea-Konflikts beteiligt. Bei den Sechs-Parteien-Gesprächen über das nordkoreanische Kernwaffenprogramm leitete er von 2003 bis 2005 die südkoreanische Delegation.
In wissenschaftlicher Arbeit befasste er sich mit der Sicherheit in Korea und Ostasien.